# Еміль Єнссон
Еміль Єнссон (швед. Emil Jönsson; нар. 15 серпня 1985, Сандвікен, Швеція) — шведський лижник, призер олімпійських ігор та чемпіонатів світу. 
Єнссон спеціалізується в основному в спринті. На чемпіонаті світу 2011, що проходив у Холменколлені він виборов бронзову медаль у спринтерській гонці. За підсумками Кубка світу 2010-11 Єнссон став переможцем спринтерського заліку. 
Бронзову олімпійську медаль Єнссон виборов в спринті на іграх 2014 року в Сочі.